# 채나라
채(蔡, 기원전 11세기 ~ 기원전 447년)는 주대에 중국에 존재한 후국이다.

## 개요
성은 희(姬)이며, 작위는 후작이다. 수도는 상채(上蔡, 현재의 허난성 주마뎬 시 상차이 현의 남서쪽)에 있었고 이곳을 중심으로 현재의 허난 성 상차이 현 일대를 영토로 했다. 이후 수도를 신채(新蔡, 현재의 허난 성 주마뎬 시 신차이 현)로 옮겼다. 주의 무왕이 친동생 채숙 도를 봉한 것이 그 시작이다. 기원전 531년, 초(楚)나라의 공격을 받아 멸망했다. 기원전 529년, 초나라가 복국시켜 수도를 하채(下蔡, 현재의 안후이성 화이난 시 펑타이 현)으로 옮겼다. 초나라 혜왕(惠王)의 명령을 받은 영윤(令尹) 자발(子發)의 침공으로 멸망하였다.

## 멸망 후
자발은 채후 제(齊)를 사로잡았다. 그러나 제는 곧 죽었고, 자발은 초나라 신하로 하여금 채나라 땅을 다스리게 하였다.

## 역대 군주
| 대수 | 시호                        | 휘                               | 재위                        | 비고                                                       |
| ---- | --------------------------- | -------------------------------- | --------------------------- | ---------------------------------------------------------- |
| 1    |                             | 도(度)                           |                             |                                                            |
| 2    |                             | 호(胡)                           |                             |                                                            |
| 3    |                             | 황(荒)                           |                             |                                                            |
| 4    | 궁후(宮侯)                  |                                  |                             |                                                            |
| 5    | 여후(厲侯)                  |                                  | ? ~ 기원전 864년            |                                                            |
| 6    | 무후(武侯)                  |                                  | 기원전 863년 ~ 기원전 837년 |                                                            |
| 7    | 이후(夷侯)                  |                                  | 기원전 836년 ~ 기원전 809년 |                                                            |
| 8    | 희후(釐侯)                  | 소사(所事)                       | 기원전 808년 ~ 기원전 761년 |                                                            |
| 9    | 공후(共侯)                  | 흥(興)                           | 기원전 761년 ~ 기원전 760년 |                                                            |
| 10   | 대후(戴侯)                  |                                  | 기원전 759년 ~ 기원전 750년 |                                                            |
| 11   | 선후(宣侯)                  | 고보(考父) 조보(措父) 해론(楷論) | 기원전 749년 ~ 기원전 715년 |                                                            |
| 12   | 환후(桓侯)                  | 봉인(封人)                       | 기원전 714년 ~ 기원전 695년 |                                                            |
| 13   | 애후(哀侯)                  | 헌무(獻舞)                       | 기원전 694년 ~ 기원전 675년 |                                                            |
| 14   | 목후(穆侯)                  | 힐(肹)                           | 기원전 674년 ~ 기원전 646년 |                                                            |
| 15   | 장후(莊侯)                  | 갑오(甲午)                       | 기원전 645년 ~ 기원전 612년 |                                                            |
| 16   | 문후(文侯)                  | 신(申)                           | 기원전 611년 ~ 기원전 592년 |                                                            |
| 17   | 경후(景侯)                  | 고(固)                           | 기원전 591년 ~ 기원전 543년 |                                                            |
| 18   | 영후(靈侯)                  | 반(般)                           | 기원전 542년 ~ 기원전 531년 | 채나라의 1차 멸망.                                         |
| -    | 기원전 530년 ~ 기원전 529년 | 기원전 530년 ~ 기원전 529년      | 기원전 530년 ~ 기원전 529년 | 초나라의 일시 지배기. 지배자는 기질(棄疾).                 |
| 19   | 평후(平侯)                  | 여(廬)                           | 기원전 530년 ~ 기원전 522년 | 실제 통치는 초 평왕이 채나라를 되돌려 준 기원전 529년부터. |
| 20   | 도후(悼侯)                  | 동국(東國)                       | 기원전 521년 ~ 기원전 519년 |                                                            |
| 21   | 소후(昭侯)                  | 신(申)                           | 기원전 518년 ~ 기원전 491년 |                                                            |
| 22   | 성후(成侯)                  | 삭(朔)                           | 기원전 490년 ~ 기원전 472년 |                                                            |
| 23   | 성후(聲侯)                  | 산(産)                           | 기원전 471년 ~ 기원전 457년 |                                                            |
| 24   | 원후(元侯)                  |                                  | 기원전 456년 ~ 기원전 451년 |                                                            |
| 25   |                             | 제(齊)                           | 기원전 450년 ~ 기원전 447년 |                                                            |

## 같이 보기
- 상차이현